# Pont-l'Abbé
Pont-l'Abbé (tiếng Breton: Pont-'n-Abad, cây cầu của Abbé) là một xã của tỉnh Finistère, thuộc vùng Bretagne, miền tây bắc Pháp.

## Dân số
Người dân ở Pont-l'Abbé được gọi là Pont-l'Abbistes.

## Thành phố kết nghĩa
- Betanzos, Tây Ban Nha
- Schleiden, Đức